# Международный день социального бизнеса

Эмблема Международного дня социального бизнеса 2015

Международный день социального бизнеса (англ. Social Business Day) отмечается ежегодно с 2010 года. Мероприятия, приуроченные к этому дню, объединяют социальных предпринимателей, представителей власти, общественных организаций, а также других людей, неравнодушных к насущным проблемам общества.
Международный день социального бизнеса обычно отмечается 28 июня, в день рождения Мухаммада Юнуса, социального предпринимателя и лауреата Нобелевской премии мира 2006 года «за усилия по созданию экономического и социального развития снизу». Он является главой и основателем Grameen Bank, пионером микрофинансирования и микрокредитования. По его словам, цели этого события:

…заключаются в поощрении участников обсуждать важнейшие особенности социального бизнеса, его заслуги, достижения и проблемы; обсуждать планы по предстоящим социальным предприятиям; изучать будущие возможности для социального бизнеса; и вдохновлять людей, предпринимателей, студентов, фонды и компании на создание своих собственных социальных предприятий.
Оригинальный текст (англ.)Its purposes are to encourage the participants to discuss the critical features of social business, and its merits, achievements, and challenges; to discuss plans for upcoming social businesses; to explore future social business opportunities; and to inspire individuals, entrepreneurs, students, foundations, and companies to create their own social businesses.

По данным организаторов, первый Международный день социального бизнеса прошёл 28 июня 2010 года в Дакке (Бангладеш), Нью-Йорке (США), Токио, Фукуоке (Япония), Буэнос-Айресе (Аргентина), Висбадене (Германия) и Йоханнесбурге (ЮАР).
В 2015 году Международный день социального бизнеса состоялся 28 мая.

## Бангладеш — Индия — Таиланд
Первый в истории Международный день социального бизнеса (МДСБ) состоялся 28 июня 2010 года в бальном зале отеля Sonargaon сети Pan Pacific в Дакке. Мероприятие собрало около 300 участников и гостей. Среди них своей активностью выделялись студентки созданного двумя годами ранее Азиатского университета для женщин. На стендах были представлены продукты и услуги социальных предприятий, — проектов Grameen и их партнёров — в частности, йогурты Shakti Doi производства Grameen Danone. Там же можно было получить бесплатную консультацию офтальмолога от GC Eye Hospital Care, проекта раннего выявления и лечения катаракты среди беднейших слоёв населения. Одним из центральных событий форума стала презентация проекта логотипа социального бизнеса, работу над которым по заданию Мухаммада Юнуса вёл Хироми Инаёси (Hiromi Inayoshi). Другим важным событием стала презентация книги Юнуса «Building Social Business: The New Kind of Capitalism that Serves Humanity’s Most Pressing Needs».
Темой второго форума, прошедшего на том же месте ровно через год, стала концепция «Достижение Целей Развития Тысячелетия путём социального бизнеса». Мухаммад Юнус сделал выступил с докладом, в котором осветил своё видение будущего социального предпринимательства. На «круглых столах» ряд экспертов обосновали выбор социального предпринимательства как эффективного средства достижений Целей Развития Тысячелетия.
5-й ежегодный День социального бизнеса, организованный Центром Юнуса собрал уже более 1000 участников из 31 страны. Форум был проведен 28 июня 2014 года под девизом «Мы не ищем работу, мы её даём!» и состоялся в столичном Radisson Blu Water Garden Hotel. Центральной темой стала борьба с безработицей среди молодёжи средствами социального предпринимательства. В церемонии открытия форума, помимо Мухаммада Юнуса, приняла участие Кэрри Кеннеди, дочь Роберта Кеннеди и президент центра по правам человека его имени. Параллельно проходило шесть секций, на специальной площадке прошли презентации социальных предприятий со всего мира, особенно выделялся цирк из Камбоджи, на площадке которого уличные дети могли обучиться цирковому искусству.
Ещё через год в форуме приняли участие почти 1600 человек, а в 2016 году мероприятие не состоялось. На 7-м Международный день социального бизнеса, который должен был пройти в Дакке в 2017 году, зарегистрировалось около 2000 человек. Однако мероприятие вновь не состоялось «из-за обстоятельств непреодолимой силы»: в связи с ростом террористической угрозы, полиция не смогла гарантировать безопасность участникам форума.
В 2018 году Международный день социального бизнеса удалось провести в индийском городе Бангалор 28-29 июня 2018 года. Темой года стала «Мир трёх нулей: нулевая бедность, нулевая безработица, нулевые чистые выбросы углерода», в соответствии с представлениями Мухаммеда Юнуса о мире, в котором не будет ни бедности, ни безработицы, ни угроз для окружающей среды. Для участия в мероприятии зарегистрировалось более 1200 делегатов из 42 стран.
Следующий, 9-й Международный день социального бизнеса состоялся 28-29 июня в Бангкоке, столице Таиланда. Мероприятие стало самым масштабным и представительным в своей истории: на него зарегистрировались более 1500 участников из 62 стран.
10-й Международный день социального бизнеса состоялся 26-28 июня 2020 года в Европе, в немецком Мюнхене. Причиной переноса места форума стала пандемия COVID-19, в очном формате в нём приняло участие небольшое число гостей, подавляющее большинство участников присоединились к мероприятию удалённо.

## Россия

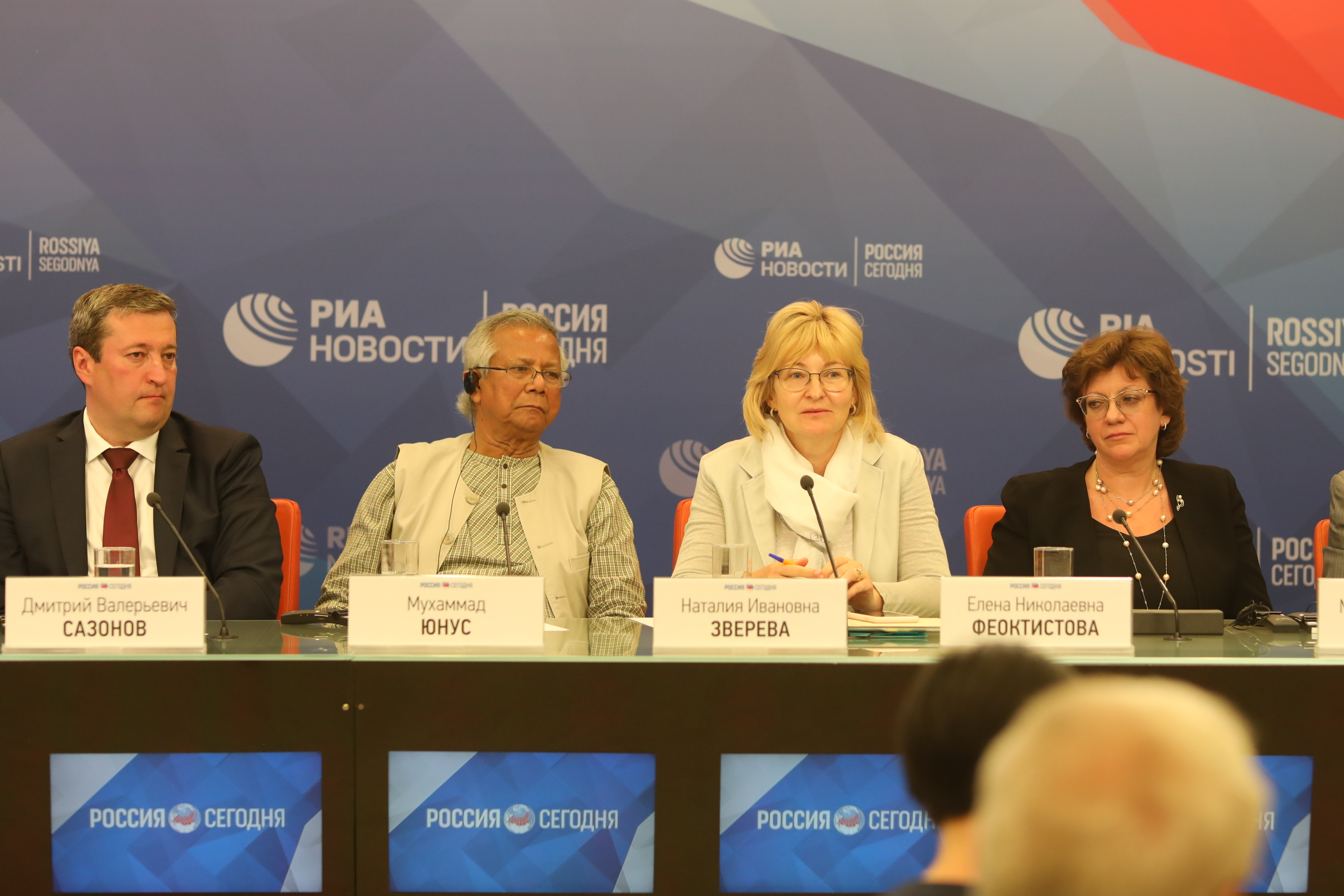
Пресс-конференция, организованная фондом «Наше будущее», с участием основателя Grameen Bank и нобелевского лауреата Мухаммада Юнуса, 2 июля 2019

В Российской Федерации Международный день социального бизнеса проводится 28 июня каждого года, причём различные мероприятия в регионах, приуроченные к этому дню, начинаются за две недели до этой даты. Впервые День социального бизнеса в России был проведён в 2013 году по инициативе Координационного совета Торгово-промышленной палаты РФ (ТПП). В мероприятиях, прошедших 28 июня в 20 регионах страны, приняли участие более 2 тыс. человек.
В 2014 году наряду с ТПП РФ в качестве организаторов Международного дня социального бизнеса в России выступили Российский союз промышленников и предпринимателей, Общероссийская общественная организация малого и среднего предпринимательства «Опора России», Фонд региональных социальных программ «Наше будущее» и Российский микрофинансовый центр. В 30 городах России прошли 60 мероприятий, в организации которых приняли участие более 30 государственных, общественных, образовательных, финансовых и некоммерческих структур.
В 2015 году 83 мероприятия прошли в 25 регионах России и собрали на своих площадках более 100 000 человек.
В четвёртый раз Международный день социального бизнеса отмечался в России 28 июня 2016 года. В этот день в Торгово-промышленной палате Российской Федерации состоялся круглый стол, посвященный проблемам развития социального бизнеса в России. Было зачитано поздравление Мухаммада Юнуса в адрес участников мероприятия. Особое внимание на форуме было уделено проблеме закрепления понятия «социальный бизнес» в российском законодательстве. Праздничные мероприятия проходят в разных городах России с 15 июня по 3 июля. В организации праздника принимают участие Министерство экономического развития РФ, правительства Москвы и Московской области, Ассоциация менеджеров, РЭУ им. Г. В. Плеханова и другие организации.
Пятый Международный день социального бизнеса отмечался летом 2017 года, его мероприятия проходили с 1 по 25 июня, а кульминацией стал уже традиционный круглый стол в Торгово-промышленной палате Российской Федерации 28 июня. Всего в программу было включено более 100 мероприятий в разных регионах страны, среди которых панельная сессия «Инфраструктура развития предпринимательства и инноваций в социальной сфере», проведённая в рамках XXI Петербургского международного экономического форума.
В рамках шестого Международного дня социального бизнеса в России, с 26 мая по 29 июля 2018 года состоялось 145 мероприятий в 45 регионах страны, по данным организаторов, в них было вовлечено 178 000 человек. Всего за шесть лет было проведено 518 мероприятий в 67 регионах России, общий охват составил 532 400 человек.
Седьмой Международный день социального бизнеса в России проходил с 25 мая по 2 июля 2019 года в Москве и ряде регионов России. Итоги мероприятия были подведены на пресс-конференции с участием лауреата Нобелевской премии мира, социального предпринимателя Мухаммада Юнуса, прибывшего в Москву по приглашению фонда «Наше будущее».
Очередной день социального бизнеса в России состоялся 28 июня 2020 года, из-за пандемии COVID-19 он прошёл в онлайн-формате.
В рамках Международного дня социального бизнеса в России традиционно проводятся круглые столы, семинары, тренинги, мозговые штурмы, выставки социальных проектов, конкурсы стартапов, видеоконференции.
В 2024 году по инициативе Минэкономразвития России к празднованию Международного дня социального бизнеса приурочена Неделя социального предпринимательства. Министерство планирует проводить такие недели ежегодно.